# Acanthastrea rotundoflora
Acanthastrea rotundoflora е вид корал от семейство Mussidae. Видът е почти застрашен от изчезване.

## Разпространение
Разпространен е в Австралия, Вануату, Виетнам, Гуам, Джибути, Египет, Еритрея, Йемен, Израел, Индонезия, Йордания, Камбоджа, Малайзия, Мианмар, Микронезия, Нова Каледония, Оман, Палау, Папуа Нова Гвинея, Провинции в КНР, Саудитска Арабия, Северни Мариански острови, Сингапур, Соломонови острови, Сомалия, Судан, Тайван, Тайланд, Фиджи, Филипини и Япония.